# 樊克令
樊克令（Cornell Sidney Franklin，1892年—1959年），美国律师和法官，曾於1937年至1940年期間出任上海公共租界工部局總董。

## 生平
富兰克林出生于美国哥伦布，畢業於密西西比大学。 
1914年至1917年期間，他是夏威夷的一位执业律師。1917年至1918年期間，他出任夏威夷助理总检察长。 1918年至1919年期間，樊克令還是一位駐夏威夷的美国陆军步兵中尉。 1919年，他出任夏威夷第一司法巡回法庭首席法官。

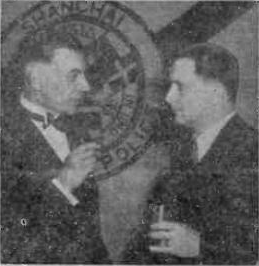
樊克令與乔治·戈弗雷·菲利普，攝於1939年

樊克令于1921年12月31日抵达上海，並且任職於上海美国法院。同時他還和他人合夥開設律師事務所。
1933年，樊克令當選上海公共租界工部局董事。1937年當選上海公共租界工部局總董。 

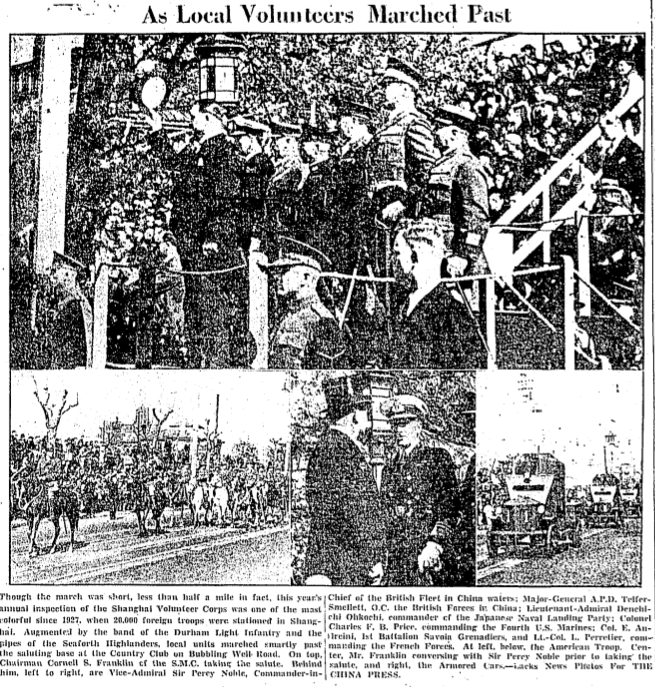
1938年萬國商團阅兵式上的樊克令

1937年中国抗日战争爆發，上海公共租界被日军包围。樊克令与费信惇為阻止日軍進攻租界，多次與日本方面進行談判。 
1942年11月5日凌晨，他被日本憲兵逮捕，其關押地點位於海防路俘虏收容所。 1943年9月，他被遣返回美國 。
第二次世界大戰結束後，樊克令回到上海，繼續原本的律師業務。 不過此時上海美国法院已不復存在。1951年，樊克令離開上海。
富兰克林的墓地位於密西西比州哥伦布的友谊公墓。